# Gibberula secreta
Gibberula secreta is een slakkensoort uit de familie van de Cystiscidae. De wetenschappelijke naam van de soort is voor het eerst geldig gepubliceerd in 1889 door Monterosato.